# 성영
성영(成泳, 1547년 ~ 1623년)은 조선 중기의 문신으로 임진왜란 때 군량미 조달 등을 맡았고 후에 여러 벼슬들을 지냈다.
본관은 창녕, 자는 사함, 호는 우천과 태정, 시호는 양혜로 중추부첨지사 성세평의 아들이자 영의정 이양원의 사위로 1573년 식년문과에 을과로 급제해 병조좌랑, 장령, 집의 등을 지냈다. 여주 목사로 부임 중 임진왜란이 일어나자 경기도순찰사가 되어 왜군에 맞섰다. 이후 경기도관찰사를 지냈다. 연이어 장례원판결사에 올랐고 호조참판이 되면서 재상 반열에 올랐다.
1597년 정유재란 때에는 공조참판으로 있으면서 남정양향사가 되어 군량미를 조달하였고 임진왜란이 끝나자 한성부좌윤, 사헌부대사헌, 예조참판, 사간원대사간을 거쳐서 1601년 한성판윤에 올랐다. 이후 다시 사헌부대사헌을 거쳐서 1602년 중추부지사로 진하사가 되어 명나라에 다녀오기도 하였고 이후 호조판서로 임명된 이후에 선조 후반기 때에는 소북의 영수 유영경의 측근으로 녹선되기도 하였으며 이에 따라 우참찬, 좌참찬, 지의금부사, 병조판서, 대사헌, 이조판서와 같은 중책을 거치기도 하였으나 1608년 광해군이 즉위하자 정인홍 등 대북 세력에 의해 관직을 삭탈당하고 문외출송되었다.
1616년 연일로 유배당했으며 1623년 유배지에서 사망하였다.
사후 인조 반정으로 복관되었다.

## 가족 관계
- 고조부 : 성효연(成孝淵)
- 증조부 : 성완(成玩)
- 조부 : 성희주(成希周)
- 조모 : 평강 채씨 - 채자침(蔡自琛)의 딸
  - 아버지 : 성세평(成世平)
  - 어머니 : 노요심(盧堯心) - 노공좌(盧公佐)의 딸[1]
    - 누나 : 성인정(成仁貞, 1536 ~ ?)
    - 누나 : 성예정(成禮貞, 1540 ~ ?)
    - 형 : 성락(成洛, 1542 ~ 1588)
    - 형 : 성열(成洌, 1544 ~ ?)
    - 여동생 : 성난향(成蘭香, 1550 ~ ?)
    - 남동생 : 성람(成灠, 1556 ~ 1620)
    - 부인 : 이란(李蘭, 1547 ~ ?) - 이양원(李陽元)의 딸[2]

1. ↑  태종의 12녀 경신옹주의 외5대손
경신옹주 → 이신충 → 이심 → 노공좌의 처 이씨 → 노요심
2. ↑  정종의 4남 선성군의 5대손
선성군 → 병산군 이말정 → 지산군 이천수 → (양자)이원군 이학정 → 이양원 → 이란